# 梅泽拉尔站
梅泽拉尔站（法語：Gare de Metzeral）是法国的一个鐵路車站，位于法国大東部大區上莱茵省的梅泽拉尔。

## 概况
梅泽拉尔站位于科尔马中－梅泽拉尔铁路的24.156公里点，海拔456 米。

## 历史
1893年，科尔马中－梅泽拉尔铁路开通。旧的车站楼现在是法国国家铁路所属的民宿（centre de vacances SNCF，直译为“国家铁路公司度假中心”），车站位于月台上。